# Elias-Fela Solis
Elias-Fela Solis es un lugar designado por el censo ubicado en el condado de Starr en el estado estadounidense de Texas. En el Censo de 2010 tenía una población de 30 habitantes y una densidad poblacional de 47,86 personas por km².

## Geografía
Elias-Fela Solis se encuentra ubicado en las coordenadas 26°23′8″N 98°37′19″O / 26.38556, -98.62194. Según la Oficina del Censo de los Estados Unidos, Elias-Fela Solis tiene una superficie total de 0.63 km², de la cual 0.61 km² corresponden a tierra firme y (2.48%) 0.02 km² es agua.

## Demografía
Según el censo de 2010, había 30 personas residiendo en Elias-Fela Solis. La densidad de población era de 47,86 hab./km². De los 30 habitantes, Elias-Fela Solis estaba compuesto por el 100% blancos, el 0% eran afroamericanos, el 0% eran amerindios, el 0% eran asiáticos, el 0% eran isleños del Pacífico, el 0% eran de otras razas y el 0% pertenecían a dos o más razas. Del total de la población el 100% eran hispanos o latinos de cualquier raza.